# Ансамбль Охтинского порохового завода
Ансамбль Охтинского порохового завода — памятник архитектуры. Расположен в Санкт-Петербурге, на реке Охте и улице Коммуны. Постройки охраняются как отдельно, так и в составе комплексов: баня Охтинского порохового завода, казармы служителей Охтинского порохового завода (2 здания), комплекс построек Охтинского порохового завода (завод «Пластполимер»), комплекс зданий лазарета Охтинского порохового завода, офицерская казарма служителей Охтинского порохового завода, комплекс построек Охтинского порохового завода (завод «Химволокно») — выявленные памятники архитектуры, гидрокомплекс бывшего Охтинского порохового завода — памятник архитектуры регионального значения.
Завод, постройки которого расположены на обеих берегах Охты и на полуострове, определил облик большой части Красногвардейского района.
В 1715 году уже, по-видимому, существовавшее взрывоопасное производство начало указом Петра I переезжать с берегов реки Карповки на Большую Охту; процесс завершился лишь спустя сто лет. Изменение построек завода происходило как в связи с расширением по мере нужд в порохе воюющей страны, так и в связи с восстановлением зданий после взрывов во время производства.
После взрыва 1803 года строительством заведовал Фёдор Иванович Демерцов; по указу Артиллерийской экспедиции он построил «20 сухопутных фабрик». В 1803—1807 годы он отремонтировал плотину, построил казармы, производственные и складские здания, получив за свою работу орден. Фабрики, которые могли взорваться, были расставлены вдалеке друг от друга по границе территории. На берегу Охты были возведены Александровские ворота и рядом с ними церковь Александра Невского (вошедшая в состав уже существовавшего Храма Пророка Илии на Пороховых). Принципиальная схема завода после этих построек поддерживалась, пороховые фабрики стояли перпендикулярно перекрытому плотиной руслу.
В 1820-е годы комиссия в составе Л. Л. Карбоньера, Д. Ф. Кандибы, В. П. Лебедева и М. Е. Кларка под руководством П. П. Базена заменила пороховые крутильни (они стали каменными взамен деревянных), ранее деревянный мост стал чугунным, плотина и деревянные ворота стали каменными (проект ворот исполнил З. Ф. Краснопевков); работы проводились как для прочности, так и для украшения близкой к столице территории. На плотине построили часовню, Краснопевков возвёл магазейны. Там, где река Луппа впадает в Охту, был построен жилой городок.
Во второй половине XIX века большинство существовавших зданий перестроили, построили новые, преимущественно в кирпичном стиле. В 1870-е годы работы проводил Н. В. Лиссопацкий, в 1880—1890-е — Э. К. Левенштерн и В. Я. Симонов.
Современный комплекс сочетает в себе черты разных периодов. К первому периоду относится планировочная схема завода, ко второму — ряд классических зданий (в частности, пороховой амбар, Александровские ворота и плотина), к третьему — производственные, служебные и складские здания из кирпича, водонапорная башня и трубы (относящиеся к разным заводам: «Химволокно» на правом берегу водохранилища и «Пластполимер» — на левом).
В 1965 году при реконструкции плотины были утрачены решётки с артиллерийскими атрибутами, ажурные чугунные арки; решётки воссоздали в 2013—2017 годах. У крутильни для зернения пороха сохранилась в изначальном виде только северная торцевая стена.
Хотя три пороховых погреба, входящих в комплекс «Пластполимера», взяты под охрану государства, в охране некоторых других построек того же назначения КГИОП отказал. Территорию «Пластполимера» собираются застроить жилыми («относительно невысокими») зданиями с сохранением как памятников архитектуры, так и некоторых других неохраняемых исторических зданий; предполагается, что после этого последует и застройка бывшей территории «Химволокна».